# Dżazirat Warba
Dżazirat Warba (arab. جزيرة وربة) – niezamieszkana, przybrzeżna kuwejcka wyspa w północno-zachodniej części Zatoki Perskiej o powierzchni 37 km². Należy do muhafazy Al-Dżahra. Leży ok. 100 metrów od wybrzeża Kuwejtu i ok. kilometra od irackiego brzegu. Jej wymiary to ok. 15 km na 3 km. Powstała wskutek zalania przez morze ujściowego brzegu rzeki Tygrys i Eufrat, razem z Dżazirat Bubijan. Jest wyspą nizinną, piaszczystą z licznymi słonymi bagnami. 
Do listopada 1994 toczył się o nią spór z Irakiem. Wówczas Irak oficjalnie zaakceptował wyznaczoną przez ONZ granicę z Kuwejtem. Od tego czasu na wyspie znajduje się baza straży przybrzeżnej, współfinansowana przez ONZ W 2002 roku w pobliżu wyspy nastąpił incydent, który poniekąd przyczynił się do inwazji na Irak rok później. Irack statek otworzył ogień do dwóch kuwejckich łodzi patrolujących wybrzeże, powodują ich zderzenie. W incydencie zostali ranni amerykański serwisant i dwóch żołnierzy z Kuwejtu. Nie podano przyczyn obecności Amerykanina na pokładzie.